# Healdsburg
Healdsburg – miasto w Stanach Zjednoczonych, w stanie Kalifornia, w hrabstwie Sonoma. Według spisu ludności przeprowadzonego przez United States Census Bureau w roku 2010, w Healdsburg mieszka 11254 mieszkańców.